# Молния-1+
КА «Молния-1+» (индекс ГУКОС — 11Ф67 до 1975 года; после модификации в 1975 году — 11Ф658) — усовершенствованная версия спутника связи Молния-1. КА «Молния-1+» входил в систему связи и боевого управления Ракетных войск стратегического назначения. Производился в КБ прикладной механики в Красноярске с 1967 по 1983 годы. С 1983 года заменён на КА «Молния-1Т».

## История
КА «Молния-1+» представляет собой развитие спутников-ретрансляторов «Молния-1», которые были первоначально разработаны в ОКБ-1 и позже переданы в ОКБ-10 (КБПМ, нынешнее ОАО ИСС).
КА «Молния-1» предназначались для работы в одиночном режиме, и поэтому их запуск осуществлялся в жёстко определённое стартовое окно для обеспечения оптимальных условий освещённости солнечных батарей. После получения документации на КА «Молния-1», КБПМ доработало спутник для работы в системе как минимум из трех КА, что позволило группировке аппаратов работать вне ограничений на условия освещённости. В КА «Молния-1+» были усовершенствованы передающие антенны, системы энергоснабжения и терморегулирования.
В 1967 г. два КА «Молния-1+» и один «Молния-1» образовали первую советскую систему спутниковой связи, принятую в 1968 г. в опытную эксплуатацию. В дополнение, с помощью телевизионной аппаратуры, установленной на спутниках, получались изображения Земли с высоты около 40000 км, дающие ценную информацию о глобальном распределении облачности. В 1967 году одним из спутников этой серии впервые было получено цветное изображение Земли.
В 1983 году КА «Молния-1+» был заменён на модернизированный вариант КА «Молния-1Т».

## Предназначение
Первоначально, система спутниковой связи на базе «Молния-1+» использовалась для обеспечения телефонно-телеграфного сообщения на территории СССР, а также для передачи программ Центрального телевидения на 20 специально созданных земных станций с антеннами диаметром 12 метров (система «Орбита»). Благодаря «Орбите», к началу 1968 года количество зрителей ЦТ выросло на 20 млн человек.
Кроме того, уже в 1965–1967 годах было принято решение о создании на базе КА «Молния-1+» системы связи и боевого управления «Корунд» с бортовым ретранслятором «Бета». Система была принята на вооружение в 1975 году и количество спутников в системе возросло с четырёх до восьми.
С этого момента КА запускался под новым индексом ГУКОС — 11Ф658 и использовался в системе связи и боевого управления Ракетных войск стратегического назначения. С 1975 года, в рамках системы «Корунд» функционировали средства связи начальника связи Вооружённых Сил (комплекс «Ручей»), радиолинии наземного автоматизированного комплекса управления космическими средствами Министерства обороны и радиолиния мобильной правительственной связи «Сургут».
Полная группировка КА «Молния-1+» состояла из восьми аппаратов на высокоэллиптических 12-часовых орбитах «Молния» с апогеем в Северном полушарии (высота апогея около 40 тысяч км и перигея около 500 км). КА были разделены на четыре пары, в каждой из которых спутники двигались вдоль одной наземной трассы с интервалом в 6 часов друг за другом. Трассы пар были смещены друг относительно друга на 90° по долготе, то есть 8 спутников обеспечивали покрытие по всему миру. Апогеи суточных витков КА первых двух пар находились над территорией Центральной Сибири и над Северной Америкой, а у КА остальных пар – над Западной Европой и Тихим океаном.

### Полезная нагрузка
На борту КА «Молния-1+» имелись три 40-ватных ретранслятора (один рабочий и два резервных), работавших в диапазоне 800—1000 МГц для ретрансляции широкополосных передач, либо двусторонней многоканальной телефонии с возможностью вторичного уплотнения телефонных каналов тональным телеграфом, либо телевизионных программ в диапазоне 3,4—4,1 ГГц. Из двух антенн, находившихся на борту, одна использовалась по назначению и была постоянно направлена на Землю с помощью высокочувствительных датчиков. Вторая антенна сохранялась в резерве.
Кроме того, начиная с 1975 года устанавливалась аппаратура системы «Корунд».

## Платформа
КА «Молния-1+» строился на базе космической платформы КАУР-2. Она состояла из цилиндрического гермоотсека со служебной и ретрансляционной аппаратурой, на котором крепились шесть откидывающихся панелей солнечных батарей, двигательная установка коррекции, имеющая форму усечённого конуса, антенны, внешние радиаторы системы терморегулирования, исполнительные органы и шар-баллоны с запасами азота системы ориентации. Корпус спутника ориентировался продольной осью на Солнце, а антенны, установленные на выносной штанге, независимо наводились на Землю.
Срок активного существования КА «Молния-1+» составлял в среднем 3–4 года.

### Система управления ориентацией
КА «Молния-1+» обладал уникальной системой управления ориентацией, при которой управление движением объекта вокруг центра масс по трём осям осуществлялось одним гироскопом. Так как солнечные батареи были жёстко прикреплены к корпусу, КА должен был быть постоянно ориентирован на Солнце. Это достигалось с помощью массивного гироскопа, установленного внутри спутника.
После того как спутник отделялся от ракеты-носителя и ориентировался на Солнце, гироскоп раскручивался до больших оборотов. Особенность гироскопа состоит в том, что, будучи раскрученным, он сохраняет постоянным направление своей оси в пространстве. Гироскоп, установленный внутри КА «Молния-1», был связан с ним слабыми пружинами с демпферами для уменьшения колебаний. КА как бы «висел», привязанный к гироскопу. Хотя механическая часть была очень сложной, электронная часть системы оказалась довольно простой и надёжной, и за многие годы эксплуатации спутников «Молния-1» работала безотказно. Дополнялась эта гироскопическая система микродвигателями КДУ-414, работающими на сжатом азоте, которая корректировала незначительные отклонения объекта от заданного положения за счёт возмущений или временны́х изменений траектории. Сочетание силового гироскопа и микродвигателей позволило создать очень экономичную систему ориентации с минимальным расходом топлива.

## Список запусков КА «Молния-1+»
| 1  | Молния-1-05 | 11Ф67 № 8   | 24.05.1967 | Байконур 1   | 1967-052A | 02822 | 26.11.1971                                                                   |
| 2  | Космос-174  | 11Ф67 № 11  | 31.08.1967 | Байконур 1   | 1967-082A | 02925 | 30.12.1968, выведен на нерасчётную орбиту                                    |
| 3  | Молния-1-06 | 11Ф67 № 9   | 03.10.1967 | Байконур 1   | 1967-095A | 02973 | 04.03.1969                                                                   |
| 4  | Молния-1-07 | 11Ф67 № 12  | 22.10.1967 | Байконур 1   | 1967-101A | 03008 | 31.12.1969                                                                   |
| 5  | Молния-1-08 | 11Ф67 № 10  | 21.05.1968 | Байконур 1   | 1968-035A | 03209 | 29.01.1974                                                                   |
| 6  | Молния-1-09 | 11Ф67 № 13  | 05.07.1968 | Байконур 1   | 1968-057A | 03310 | 15.05.1971                                                                   |
| 7  | Молния-1-10 | 11Ф67 № 14  | 05.10.1968 | Байконур 1   | 1968-085A | 03469 | 11.07.1976                                                                   |
| 8  | Космос-260  | 11Ф67 № 15  | 16.12.1968 | Байконур 1   | 1968-115A | 03619 | 09.07.1973, выведен на нерасчётную орбиту                                    |
| 9  | Молния-1-11 | 11Ф67 № 16  | 11.04.1969 | Байконур 1   | 1969-035A | 03885 | 17.04.1974                                                                   |
| 10 | Молния-1-12 | 11Ф67 № 18  | 22.07.1969 | Байконур 1   | 1969-061A | 04043 | 18.06.1971                                                                   |
| 11 | Молния-1-13 | 11Ф67       | 19.02.1970 | Плесецк 43/4 | 1970-013A | 04336 | 29.09.1975                                                                   |
| 12 | Молния-1-14 | 11Ф67       | 26.06.1970 | Плесецк 43/4 | 1970-049A | 04430 | 16.02.1976                                                                   |
| 13 | Молния-1-15 | 11Ф67       | 29.09.1970 | Плесецк 43/4 | 1970-077A | 04569 | 20.03.1976                                                                   |
| 14 | Молния-1-16 | 11Ф67       | 27.11.1970 | Плесецк 43/4 | 1970-101A | 04779 | 25.11.1975                                                                   |
| 15 | Молния-1-17 | 11Ф67       | 25.12.1970 | Байконур 1   | 1970-114A | 04829 | 22.12.1975                                                                   |
| 16 | Молния-1-18 | 11Ф67       | 28.07.1971 | Плесецк 43/4 | 1971-064A | 05367 | 19.07.1977                                                                   |
| 17 | Молния-1-19 | 11Ф67       | 19.12.1971 | Плесецк 43/1 | 1971-115A | 05712 | 13.04.1977                                                                   |
| 18 | Молния-1-20 | 11Ф67       | 04.04.1972 | Плесецк 43/4 | 1972-025A | 05927 | 30.01.1974, запущен вместе с SRET 1 (MAC-1)                                  |
| 19 | Молния-1-21 | 11Ф67       | 14.10.1972 | Плесецк 43/1 | 1972-081A | 06231 | 01.11.1977                                                                   |
| 20 | Молния-1-22 | 11Ф67 № 28  | 02.12.1972 | Байконур 1   | 1972-095A | 06294 | 11.02.1976                                                                   |
| 21 | Молния-1-23 | 11Ф67 № 31  | 03.02.1973 | Байконур 1   | 1973-007A | 06356 | 23.10.1977                                                                   |
| 22 | Молния-1-24 | 11Ф67       | 30.08.1973 | Плесецк      | 1973-061A | 06805 | 05.12.1979                                                                   |
| 23 | Молния-1-25 | 11Ф67 № 32  | 14.11.1973 | Байконур 1   | 1973-089A | 06932 | 05.06.1979                                                                   |
| 24 | Молния-1-26 | 11Ф67       | 30.11.1973 | Плесецк      | 1973-097A | 06958 | 09.06.1985                                                                   |
| 25 | Молния-1-27 | 11Ф67       | 20.04.1974 | Плесецк      | 1974-023A | 07260 | 17.11.1983                                                                   |
| 26 | Молния-1С   | 11Ф67 № 38  | 29.07.1974 | Плесецк      | 1974-060A | 07392 | Первый советский геостационарный спутник, работал в экспериментальном режиме |
| 27 | Молния-1-28 | 11Ф67 № 26  | 24.10.1974 | Плесецк      | 1974-081A | 07480 | 29.12.1985                                                                   |
| 28 | Молния-1-29 | 11Ф67       | 29.04.1975 | Плесецк      | 1975-036A | 07780 | на орбите                                                                    |
| 29 | Молния-1-30 | 11Ф67       | 05.06.1975 | Плесецк      | 1975-049A | 07903 | 25.09.1987, запущен вместе с SRET 2 (MAC-2)                                  |
| 30 | Молния-1-31 | 11Ф67       | 02.09.1975 | Плесецк      | 1975-079A | 08187 | 19.11.1985                                                                   |
| 31 | Молния-1-32 | 11Ф658 № 40 | 22.01.1976 | Байконур 1   | 1976-006A | 08601 | всё ещё на орбите; первый спутник системы «Корунд»                           |
| 32 | Молния-1-33 | 11Ф658 ???  | 11.03.1976 | Плесецк      | 1976-021A | 08741 | 10.10.1990                                                                   |
| 33 | Молния-1-34 | 11Ф658 № 42 | 19.03.1976 | Байконур 1   | 1976-026A | 08762 | 14.05.1985                                                                   |
| 34 | Молния-1-35 | 11Ф658 № 43 | 23.07.1976 | Байконур 1   | 1976-074A | 09049 | 30.05.1987                                                                   |
| 35 | Молния-1-36 | 11Ф658      | 24.03.1977 | Плесецк      | 1977-021A | 09880 | на орбите                                                                    |
| 36 | Молния-1-37 | 11Ф658 № 45 | 24.06.1977 | Байконур 1   | 1977-054A | 10092 | 20.05.1993                                                                   |
| 37 | Молния-1-38 | 11Ф658      | 30.08.1977 | Плесецк      | 1977-082A | 10315 | 28.09.1993                                                                   |
| 38 | Молния-1-39 | 11Ф658      | 02.03.1978 | Плесецк      | 1978-024A | 10696 | 09.03.1992                                                                   |
| 39 | Молния-1-40 | 11Ф658      | 02.06.1978 | Плесецк      | 1978-055A | 10925 | на орбите                                                                    |
| 40 | Молния-1-41 | 11Ф658      | 14.07.1978 | Плесецк      | 1978-072A | 10984 | 08.02.1992                                                                   |
| 41 | Молния-1-42 | 11Ф658      | 22.08.1978 | Плесецк      | 1978-080A | 11007 | 11.08.2015                                                                   |
| 42 | Молния-1-43 | 11Ф658      | 12.04.1979 | Плесецк      | 1979-031A | 11328 | 09.12.1989                                                                   |
| 43 | Молния-1-44 | 11Ф658      | 31.07.1979 | Плесецк      | 1979-070A | 11474 | 23.10.2017                                                                   |
| 44 | Молния-1-45 | 11Ф658      | 20.10.1979 | Плесецк      | 1979-091A | 11589 | 18.02.1994                                                                   |
| 45 | Молния-1-46 | 11Ф658      | 11.01.1980 | Плесецк      | 1980-002A | 11662 | 22.10.1992                                                                   |
| 46 | Молния-1-47 | 11Ф658      | 21.06.1980 | Плесецк      | 1980-053A | 11856 | 01.04.1991                                                                   |
| 47 | Молния-1-48 | 11Ф658      | 16.11.1980 | Плесецк      | 1980-092A | 12066 | 18.11.1995                                                                   |
| 48 | Молния-1-49 | 11Ф658      | 30.01.1981 | Плесецк      | 1981-009A | 12156 | 12.03.2024                                                                   |
| 49 | Молния-1-50 | 11Ф658      | 24.06.1981 | Плесецк      | 1981-060A | 12556 | 14.12.1991                                                                   |
| 50 | Молния-1-51 | 11Ф658      | 17.11.1981 | Плесецк      | 1981-113A | 12959 | 02.11.1993                                                                   |
| 51 | Молния-1-52 | 11Ф658 № 55 | 23.12.1981 | Байконур 1   | 1981-123A | 13012 | на орбите                                                                    |
| 52 | Молния-1-53 | 11Ф658      | 26.02.1982 | Плесецк      | 1982-015A | 13070 | на орбите                                                                    |
| 53 | Молния-1-54 | 11Ф658      | 28.05.1982 | Плесецк      | 1982-050A | 13237 | 19.11.1992                                                                   |
| 54 | Молния-1-52 | 11Ф658 № 62 | 21.07.1982 | Байконур 1   | 1982-074A | 13383 | 08.10.1992                                                                   |
| 55 | Космос-1423 | 11Ф658 № 60 | 08.12.1982 | Байконур 1   | 1982-115A | 13685 | 18.01.1986, авария 4-й ступени, выведен на нерасчётную орбиту                |
| 56 | Молния-1-56 | 11Ф658      | 16.03.1983 | Плесецк      | 1983-019A | 13890 | на орбите                                                                    |